# Christa Kirschbaum
Christa Kirschbaum (* Januar 1961 in Dortmund) ist eine deutsche Kirchenmusikerin.

## Leben
Christa Kirschbaum studierte Evangelische Kirchenmusik an der Folkwang Musikhochschule Essen bei Gerd Zacher, Gisbert Schneider und Manfred Schreier. Nach dem A-Examen ergänzte sie ihre Ausbildung durch ein Gesangsstudium. Schon während des Studiums versah sie seit 1982 eine nebenamtliche Stelle in Essen-Werden. Seit 1986 ist sie hauptamtlich tätig, zuerst in Duisburg und seit 1993 in Lippstadt. Sie arbeitete auf überregionaler Ebene im Gesangbuchausschuss mit und wurde 2003 in den Musikausschuss der Liturgischen Konferenz der EKD berufen. 2002 wurde sie für ihre Verdienste zur Kirchenmusikdirektorin ernannt. 2011 erfolgte die Berufung zur Landeskirchenmusikdirektorin der Evangelischen Kirche in Hessen und Nassau.

## Tondokumente
- Schöne alte Kirchenlieder zum Hören und Mitsingen[2]

## Texte
- Rassismus im Kirchenlied. Forum Kirchenmusik, November/Dezember 2020.